# Liste der Kulturgüter in Thalheim an der Thur
Die Liste der Kulturgüter in Thalheim an der Thur enthält alle Objekte in der Gemeinde Thalheim an der Thur im Kanton Zürich, die gemäss der Haager Konvention zum Schutz von Kulturgut bei bewaffneten Konflikten, dem Bundesgesetz vom 20. Juni 2014 über den Schutz der Kulturgüter bei bewaffneten Konflikten sowie der Verordnung vom 29. Oktober 2014 über den Schutz der Kulturgüter bei bewaffneten Konflikten unter Schutz stehen.
Objekte der Kategorie A sind im Gemeindegebiet nicht ausgewiesen, Objekte der Kategorie B sind vollständig in der Liste enthalten, Objekte der Kategorie C fehlen zurzeit (Stand: 1. Januar 2022). Unter übrige Baudenkmäler sind weitere geschützte Objekte zu finden, die im Verzeichnis der Objekte von überkommunaler Bedeutung der kantonalen Denkmalpflege zu finden und nicht bereits in der Liste der Kulturgüter enthalten sind.

## Kulturgüter
| Foto |                                                                                   | Objekt                                                                       | Kat. | Typ | Standort                          | Beschreibung |
| ---- | --------------------------------------------------------------------------------- | ---------------------------------------------------------------------------- | ---- | --- | --------------------------------- | ------------ |
| BW   | Datei hochladen · Wikidata zu Untervogthaus (1728) (Q29933134)                    | Untervogthaus KGS-Nr.: 7671                                                  | B    | G   | Oberdorfstrasse 3 698974 / 270519 |              |
| ja   | Datei hochladen · Wikidata zu Reformierte Kirche Thalheim an der Thur (Q29933133) | Reformierte Kirche KGS-Nr.: 12538                                            | B    | G   | Thurtalstrasse 20 698980 / 270640 |              |
| BW   | Datei hochladen · Wikidata zu Grabhügelgruppe (Q29933131)                         | Losentäschen / Risi, Grabhügelgruppe unbekannter Zeitstellung KGS-Nr.: 14830 | B    | F   | 697284 / 270478                   |              |

## Übrige Baudenkmäler
| ID              | Foto |                 | Objekt                                      | Kat.   | Typ | Standort                                         | Beschreibung |
| --------------- | ---- | --------------- | ------------------------------------------- | ------ | --- | ------------------------------------------------ | ------------ |
| 03900097        |      | Datei hochladen | Ehemaliges Bauernhaus / Schmiede mit Schopf | C      | G   | Oberdorfstrasse 698924 / 270459                  |              |
| 03900180        |      | Datei hochladen | Doppelbauernhaus, Hausteil 2                | C      | G   | Thurtalstrasse 18 698996 / 270618                |              |
| 03900314        |      | Datei hochladen | Bauernhaus, Hausteil 1                      | C      | G   | Gütighausen, Thurtalstrasse 132 697529 / 271605  |              |
| 03900318        | ja   | Datei hochladen | Ehemaliges Bauernhaus                       | C      | G   | Gütighausen, beim Schulhaus 6 697504 / 271586    |              |
| 03900320        | ja   | Datei hochladen | Wohnhaus, ehemaliges Schulhaus Gütighausen  | B reg. | G   | Gütighausen, beim Schulhaus 5a 697472 / 271591   |              |
| 03900337        |      | Datei hochladen | Ehemaliges Doppelbauernhaus, Hausteil 1     | C      | G   | Gütighausen, Im Buck 4 697422 / 271506           |              |
| 03900360        |      | Datei hochladen | Bauernhaus                                  | C      | G   | Gütighausen, Mühlestrasse 3–5 697314 / 271541    |              |
| 03900440        |      | Datei hochladen | Bauernhaus                                  | C      | G   | Gütighausen, Dättwilerstrasse 13 697372 / 271755 |              |
| 039BRUECKE00001 | ja   | Datei hochladen | Eisenfachwerkbrücke Gütighausen             | B reg. | G   | über die Thur 697580 / 271793                    |              |

Legende: Im Wesentlichen siehe Legende der Liste der Kulturgüter von nationaler und regionaler Bedeutung, mit folgenden Ausnahmen:
- Anstelle der KGS-Nummer wird als Objekt-Identifikator (ID) die Inventarnummer im Verzeichnis der Objekte von überkommunaler Bedeutung des kantonalen Denkmalschutzamtes verwendet.
- Bei den Kategorien wird wie folgt unterschieden: B kant. = Objekt von kantonaler Bedeutung (Kanton Zürich); B reg. = Objekt von regionaler Bedeutung (Kanton Zürich).